# Baum-Strelitzie
Die Baum-Strelitzie (Strelitzia nicolai) ist eine Pflanzenart aus der Gattung der Strelitzien (Strelitzia) in der Familie der Strelitziengewächse (Strelitziaceae). Diese im südlichen Afrika heimische Art wird in tropischen Parks und Gärten als Zierpflanze verwendet.

## Beschreibung

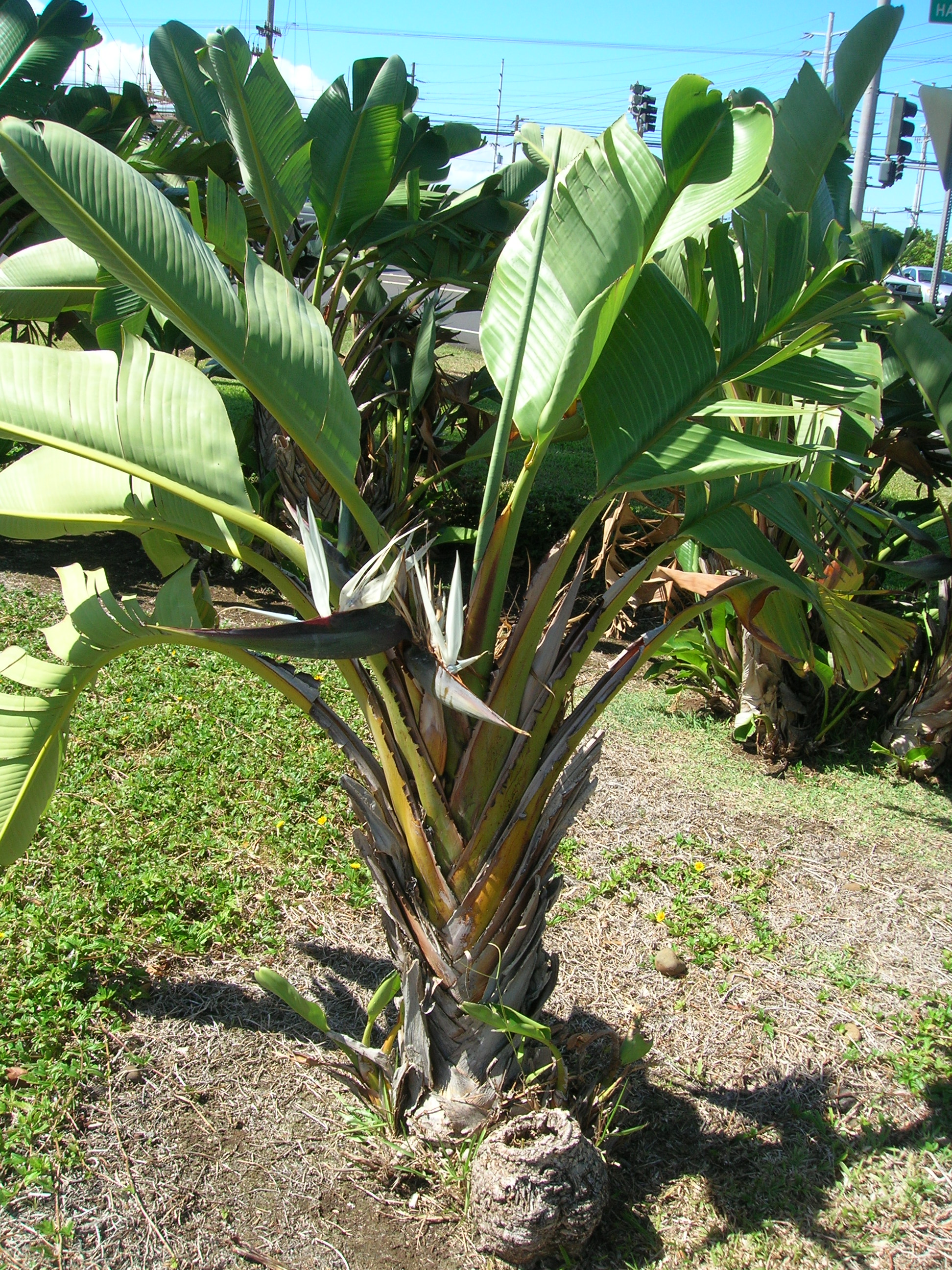
Habitus einer jungen Pflanze

### Erscheinungsbild und Laubblätter
Strelitzia nicolai wächst baumförmig als immergrüne, ausdauernde, krautige Pflanze, die Wuchshöhen von bis zu 12 Meter erreicht. Sie bildet mit ihren verzweigten Rhizomen dichte, horstartige Bestände. Der etwas verholzende Stamm ist hell bis dunkel grau und besitzt Markierungen durch die Blattnarben. Die zweizeilig am Stamm verteilten, an alten Pflanzen nur im oberen Bereich eine Art Fächer bildenden Laubblätter sind deutlich in langen Blattstiel und -spreite gegliedert. Ihre einfachen, glattrandigen, glänzend grau-grünen Spreiten besitzen eine Länge von bis zu 2 Meter und eine Breite von bis zu 60 Zentimeter. Die Spreiten zerreißen im Wind. Insgesamt wirken sie vegetativ wie Bananenpflanzen.

### Blütenstände und Blüten

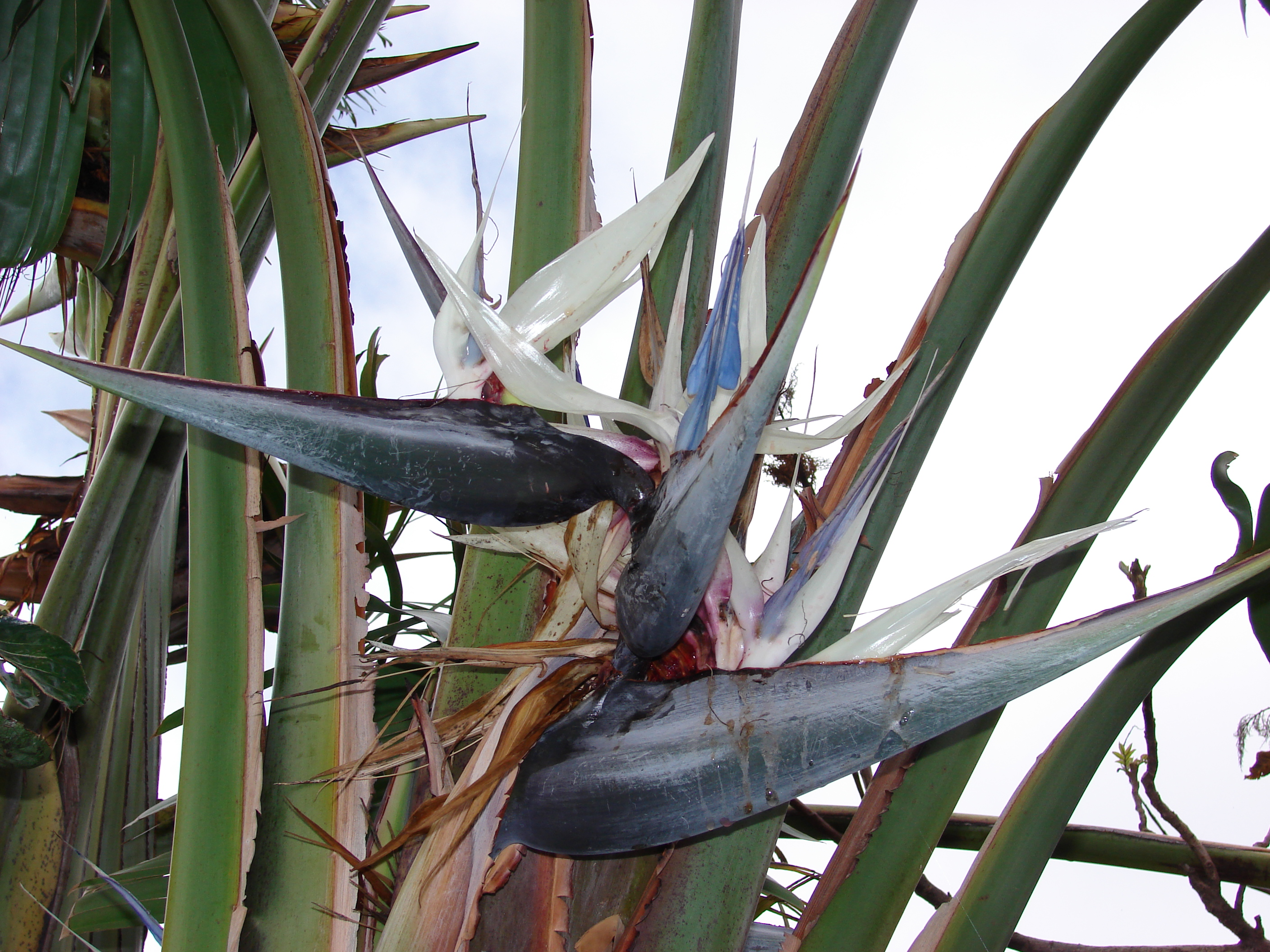
Blütenstand mit kahnförmigen dunklen Hochblättern, weißen Kelchblättern und blauen Kronblättern

Strelitzia nicolai blüht das ganze Jahr über, mit einer Hauptblütezeit im Frühling und Sommer. Es ist ein blattachselständiger, aufrechter Blütenstandsschaft vorhanden, der mit dem eigentlichen Blütenstand zusammen eine Länge von etwa 0,5 Meter aufweist. Ein auffälliges, großes, dunkles Hochblatt (die sogenannte Spatha) steht waagrecht oder weist etwas nach oben. Es stehen mehrere Teilblütenstände übereinander (Unterschied zu Strelitzia alba und Strelitzia caudata mit einfachen Blütenständen). 
Die zwittrigen Blüten sind zygomorph und dreizählig. Die jeweils drei Blütenhüllblätter sind in den beiden Kreisen in Form und Farbe sehr unterschiedlich. Von den drei weißen Blütenhüllblättern des äußeren Kreises (oft Sepalen = Kelchblätter genannt) ist das mittlere kleiner als die seitlichen. Von den inneren drei meist blauen (sehr selten weißen, bei Strelitzia alba sind sie immer weiß) Blütenhüllblättern (oft Petalen = Kronblätter genannt) überdeckt das obere den Eingang zur „Nektarkammer“; die beiden großen seitlichen sind pfeilartig verwachsen und umhüllen den Griffel und die fünf fertilen Staubblätter. Der reichlich produzierte Nektar lockt Nektarvögel (Nectariniidae), beispielsweise Hedydipna collaris und Cyanomitra olivacea an. Die Bestäubung erfolgt durch Vögel.

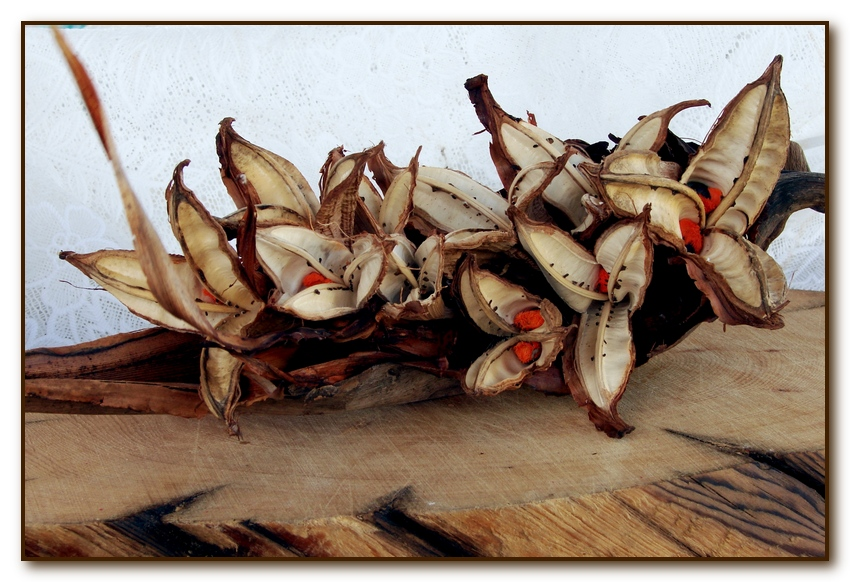
Kapselfrüchte, die Samen mit orangefarbenen Arillus enthalten

### Früchte und Samen
Es werden holzige, dreifächerige Kapselfrüchte gebildet. Die schwarzen Samen weisen einen orangefarbenen, wolligen, ölhaltigen Arillus auf. Die Samen reifen hauptsächlich zwischen März und Juli. Die Früchte/Samen werden von Vögeln gefressen, nachgewiesen ist das für Phoeniculus purpureus, Cossypha natalensis, Cercotrichas signata, Acridotheres tristis. Einigen Affenarten dienen Blüten und der Arillus als Nahrung.

### Chromosomenzahl
Die Chromosomenzahl beträgt 2n = 22.

## Vorkommen
Strelitzia nicolai kommt in Südafrika ab südlich East London im Ostkap bis KwaZulu-Natal weiter bis Mosambik und Simbabwe vor. Sie gedeiht hauptsächlich in der Dünenvegetation und in küstennahen immergrünen Wäldern an der südafrikanischen Ostküste. Häufig ist sie beispielsweise in der Küstenvegetation nördlich von East London.

## Systematik
Strelitzia nicolai wurde  1858 durch Eduard August von Regel und Friedrich August Körnicke in Gartenflora, Band 7, S. 265, Tafel 235 erstbeschrieben. Das Artepitheton nicolai ehrt Zar Nikolaus I. Ein Exemplar dieser Art blühte 1858 in den herrschaftlichen Gärten in St. Petersburg und man erkannte, dass es sich um eine neue Art handelt.    
Bei Moore & Hyypio 1970 wurde die Nomenklatur innerhalb der Gattung Strelitzia diskutiert. Ein Synonym für Strelitzia nicolai Regel & Körn. ist: Strelitzia quensonii Lem. 

## Nutzung
Die Baum-Strelitzie wird in tropischen Parks und Gärten als Zierpflanze verwendet. Die Baum-Strelitzie ist ziemlich trockenheitstolerant und die salzigen Küstenwinde machen dieser Art wenig aus, aber sie erträgt keinen starken Frost.
Aus den getrockneten Blattstielen werden Stricke erzeugt, um daraus Fischreusen und Hütten zu bauen. Die unreifen Samen sind essbar und schmecken. Man kann aus den Samen Mehl gewinnen. Den Arillus kann man frittieren und dann grillen, dies soll allerdings nicht besonders schmecken.